# The Singles Collection (Geordie)
The Singles Collection è un album raccolta su CD dei Geordie di Brian Johnson, pubblicato nel 2001 dall'etichetta britannica 7T's Records.
La raccolta comprende anche le due canzoni da solista che Brian Johnson pubblicò in un singolo del 1975.

## Tracce
1. Don't do that (Malcolm)
2. Francis was a rocker (Malcolm)
3. All because of you (Malcolm)
4. Ain't it just like a woman (Malcolm)
5. Can you do it (remix) (Malcolm)
6. Red eyed lady (Malcolm)
7. Electric lady (Malcolm)
8. Geordie stomp (Malcolm - Johnson)
9. Black cat woman (remix) (Malcolm)
10. Geordie's lost his liggie (brano tradizionale britannico, riarrangiato dai Geordie)
11. She's a teaser (Malcolm - D'Ambrosia)
12. We're all right now (Geordie)
13. Ride on baby (Geordie)
14. Got to know (Malcolm - Johnson)
15. Goodbye love (Alterman - Green)
16. She's a lady (Hill - Johnson - Gibson - Bennison)
17. I can't forget you now (Freedman) (bonus - Brian Johnson single, 1975)
18. Give it up (Johnson - Howman) (bonus - Brian Johnson single, 1975)

## Formazione
- Brian Johnson (voce)
- Vic Malcolm (chitarra)
- Tom Hill (basso)
- Brian Gibson (batteria)
- Micky Bennison (chitarra)